# Amastigia funiculata
Amastigia funiculata är en mossdjursart som först beskrevs av William MacGillivray 1886.  Amastigia funiculata ingår i släktet Amastigia och familjen Candidae. Inga underarter finns listade i Catalogue of Life.